# Okrug Znojmo
Okrug Znojmo (češki: Okres Znojmo) je jedan od šest okruga u pokrajini Južna Moravska u Češkoj, te najzapadniji okrug u ovoj pokrajini. Središte okruga je grad Znojmo.

## Gradovi, općine i naselja
U okrugu Znojmo se nalazi 5 gradova, 144 općina i 170 naselja.
- Bantice
- Běhařovice
  - Ratišovice
  - Stupešice
- Bezkov
- Bítov
- Blanné
- Blížkovice
- Bohutice
- Bojanovice
- Borotice
- Boskovštejn
- Božice
- Břežany
- Citonice
- Ctidružice
- Čejkovice
- Čermákovice
- Černín
- Damnice
- Dobelice
- Dobřínsko
- Dobšice
- Dolenice
- Dolní Dubňany
- Dyjákovice
- Dyjákovičky
- Dyje
- Džbánice
- Grešlové Mýto
- Havraníky
- Hevlín
- Hluboké Mašůvky
- Hnanice
- Hodonice
- Horní Břečkov
  - Čížov
- Horní Dubňany
- Horní Dunajovice
- Horní Kounice
- Hostěradice
  - Chlupice
  - Míšovice
- Hostim
- Hrabětice
- Hrádek
- Hrušovany nad Jevišovkou
- Chvalatice
- Chvalovice
  - Hatě
- Jamolice
- Jaroslavice
- Jevišovice
- Jezeřany-Maršovice
- Jiřice u Miroslavi
- Jiřice u Moravských Budějovic
- Kadov
- Korolupy
- Kravsko
- Krhovice
- Křepice
- Křídlůvky
- Kubšice
- Kuchařovice
- Kyjovice
- Lančov
- Lechovice
- Lesná
- Lesonice
- Litobratřice
- Lubnice
- Lukov
- Mackovice
- Mašovice
- Medlice
- Mikulovice
- Milíčovice
- Miroslav
  - Kašenec
- Miroslavské Knínice
- Morašice
- Moravský Krumlov
  - Polánka
  - Rakšice
  - Rokytná
- Našiměřice
- Němčičky
- Nový Šaldorf-Sedlešovice
  - Nový Šaldorf
  - Sedlešovice
- Olbramkostel
- Olbramovice
- Oleksovice
- Onšov
- Oslnovice
- Pavlice
- Petrovice
- Plaveč
- Plenkovice
- Podhradí nad Dyjí
- Podmolí
- Podmyče
- Práče
- Pravice
- Prokopov
- Prosiměřice
- Přeskače
- Rešice
- Rozkoš
- Rudlice
- Rybníky
- Skalice
- Slatina
- Slup
  - Oleksovičky
- Stálky
- Starý Petřín
  - Jazovice
  - Nový Petřín
- Stošíkovice na Louce
- Strachotice
  - Micmanice
- Střelice
- Suchohrdly u Miroslavi
- Suchohrdly
- Šafov
- Šanov
- Šatov
- Štítary
- Šumná
- Tasovice
- Tavíkovice
  - Dobronice
- Těšetice
- Trnové Pole
- Trstěnice
- Tulešice
- Tvořihráz
- Uherčice
  - Mešovice
- Újezd
- Únanov
- Valtrovice
- Vedrovice
- Velký Karlov
- Vémyslice
- Vevčice
- Višňové
- Vítonice
- Vracovice
- Vranov nad Dyjí
- Vranovská Ves
- Vratěnín
- Vrbovec
  - Hnízdo
- Výrovice
- Vysočany
- Zálesí
- Zblovice
- Znojmo
  - Derflice
  - Kasárna
  - Konice
  - Mramotice
  - Načeratice
  - Oblekovice
  - Popice
  - Přímětice
- Želetice
- Žerotice
- Žerůtky